# Charles Francis Hall
Charles Francis Hall (Rochester, 1821 - Groenland, 8 november 1871) was een Amerikaans poolonderzoeker. Hij ondernam enkele poolexpedities. 
Het eiland Hall in de archipel Frans Jozefland is naar hem vernoemd.